# Fänkål
Fänkål (Foeniculum vulgare) är en flerårig växt i familjen flockblommiga växter.

## Beskrivning
Fänkål blir cirka 1,5 meter hög. Bladen är mycket finflikiga (dilliknande) och doftar aromatiskt och lakritsliknande. Hela växten innehåller eteriska oljor. Under blomningstiden utvecklas ganska bleka stjälkar, med kraftiga förtjockningar vid markytan. Blommorna är tämligen oansenliga och gula och växer i flockar som blir mellan 5 och 15 centimeter breda. Frukten är ett torrt frö som är mellan 4 och 9 millimeter långt och hälften så brett.
Fänkål kommer ursprungligen från södra Europa, framför allt medelhavsområdet, samt från sydvästra Asien.

## Användning
De torkade fröna används till sås, fiskrätter och som brödkrydda (ofta tillsammans med anis). Fröna kan användas hela, stötta eller malda. Blad och stjälk – i första hand de förtjocknade nedre delarna av stjälken – används i matlagning med den färska växten. Färsk fänkål kan bland annat användas till sallad eller griljeras i ugn. Dock försvinner lakritsaromen vid tillagningen.

## Medicinsk och folkmedicinsk användning
Fänkål kan användas tillsammans med kamomill mot småbarnskolik och väderspänningar och än idag är den omtyckt i ögonbad. Enligt en studie verkar kummin och fänkålsolja lindrande mot irritabel tarm, IBS. Den har även en sekretomotorisk verkan, den är slemlösande och ökar flimmerhårens rörelser i luftrören som har till uppgift att föra upp slem ur lungorna. Fänkål används även i ångbad, dels för lindring av ögonirritationer, men även vid bihåleinflammationer, snuva och för att underlätta andningen vid förkylningar.
Under 1930-talet trodde man att växten innehöll anetol, en olja som antagligen har en östrogenliknande verkan, men modern forskning har kommit fram till att de aktiva ämnena är polymerer av anetol. Den innehåller även estragol, en isomer till anetol som misstänks ha cancerframkallande egenskaper. Av denna anledning avråds barn under fyra år samt gravida eller ammande kvinnor från konsumtion av fänkålste.
Inom folkmedicinen används fänkål till att
- bota hosta [6][7]
- vara kramplösande [7]
- öka aptiten [7]
- underlätta matsmältningen [7]
- öka mjölkproduktionen hos ammande mödrar [7]

## Folktro
I England har man förr hängt upp en knippe fänkål över ytterdörren för att skrämma bort onda makter.

## Galleri

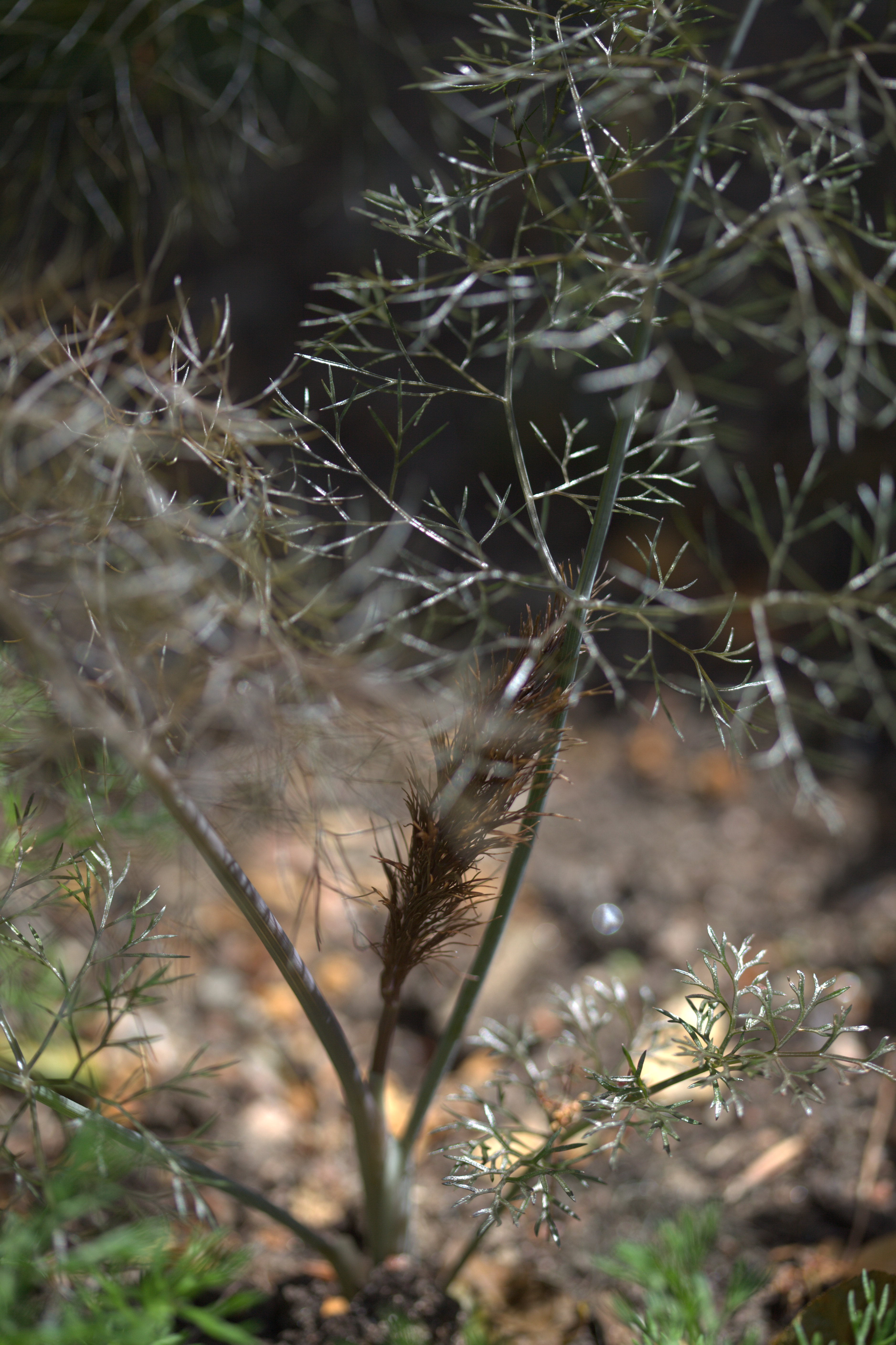
Bronsfänkål, rödbladiga gruppen 'Rubrum'.
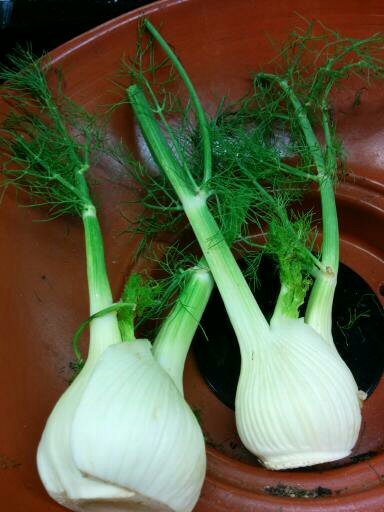
Färsk fänkål - används i matlagning.
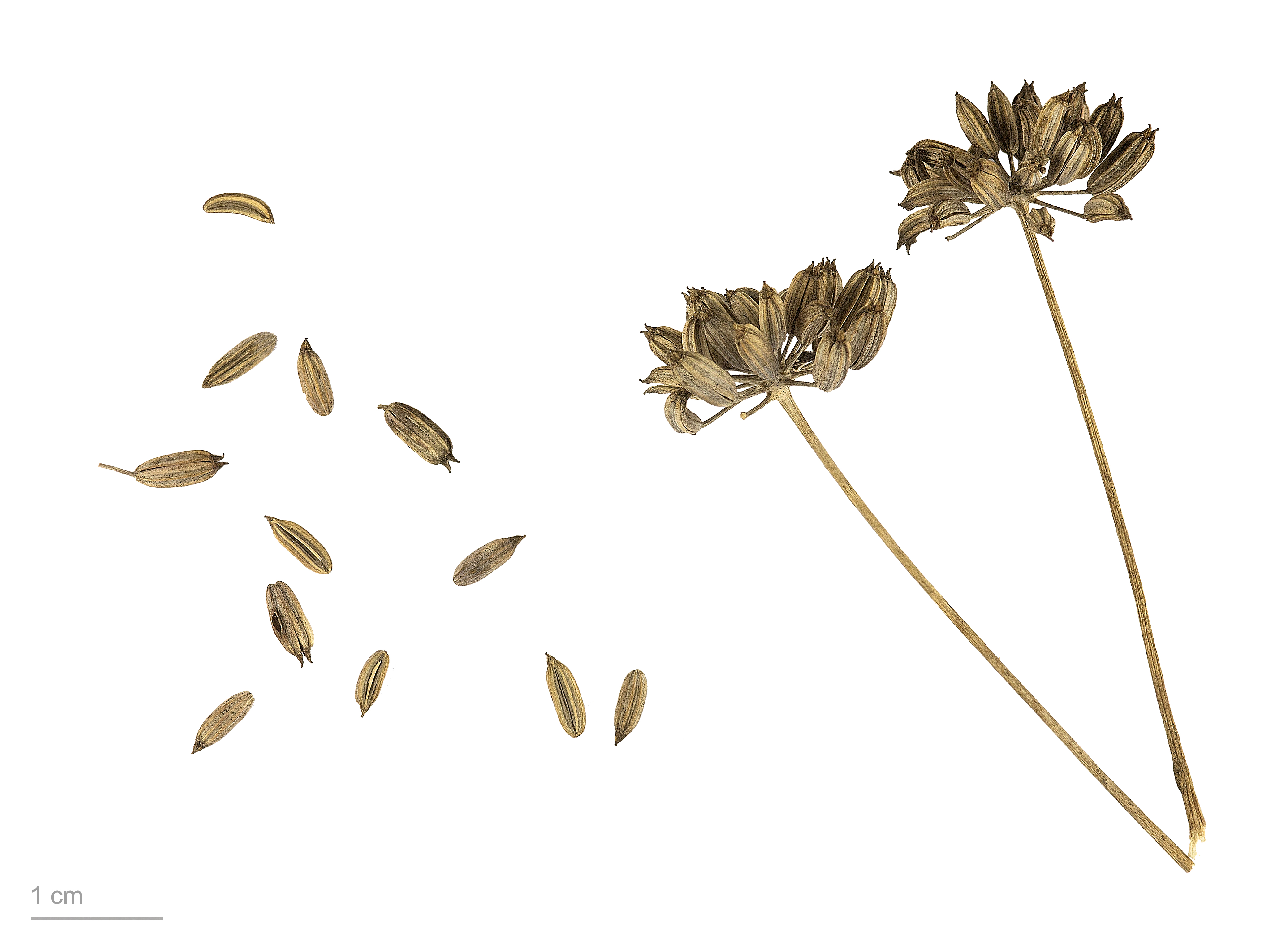
Foeniculum vulgare